# Сили

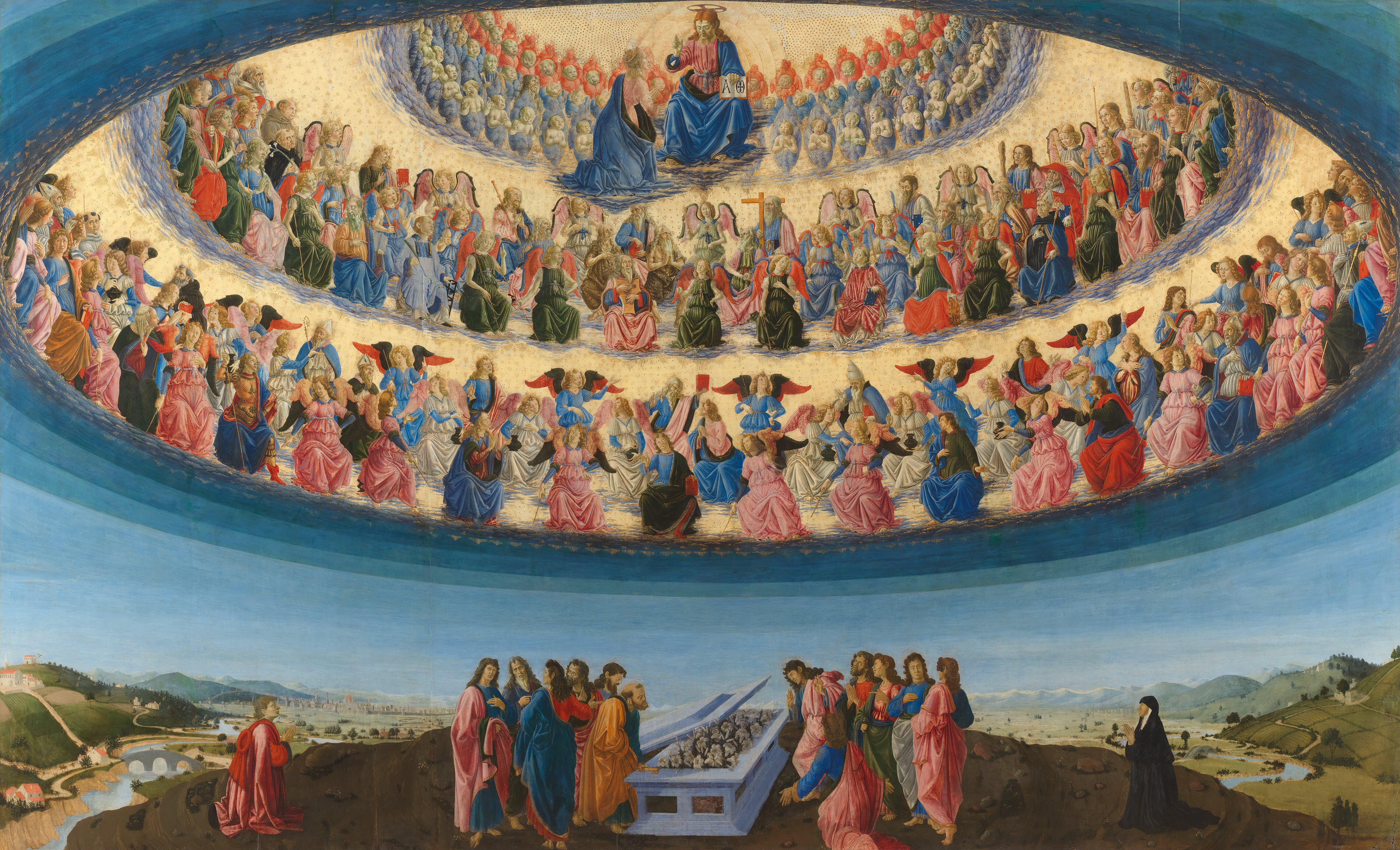
Вознесіння Діви Марії. Діва Марія та Ісус Христос в оточені трьох трьома ступенями дев'ятьох ангельських хорів (Франческо Боттічіні (1446–1497)).

Сили (дав.-гр. δυνάμεις, лат. virtutes) — другий ступінь другого ангельського чину.
Сили є носіями совісті і хранителями історії. Вони також войовничі ангели, створені, щоб бути повністю вірними Богу. Деякі вважають, що вони ніколи не відпадали від благодаті, але інша точка зору говорить, що Сатана був керівником Сил, перш ніж він впав. Їх обов'язок полягає в спостереженні за розподілом влади серед людства, звідки й походить їх назва.
Діонісій Ареопагіт так описав Сили у восьмому розділі свого твору «Небесна Ієрархія»:
Найменування святих Сил позначає, на мою думку, деяку могутню і непереборну мужність, що відображається в усіх їх богоподібних діях, для того, щоб видаляти від себе все те, що могло б зменшити і послабити надані їм первинні Божественні осяяння, і які сильно прагнуть до Богонаслідування, мужність що навіть через немужність не залишає богонаслідуваних дій, але неухильно споглядає на найвищу і всеукріплюючу Силу, і скільки можливо стає її образом, абсолютно звернене до неї, як першооснова Сил, і що богоподібно виступає даруючи силу створінням нижчого чину .
Апостол Павло згадував Сили з небесній ієрархії в Посланні до Ефесян 1:21, та у Посланні до римлян Рим. 8:38.